# Upsilon2 Eridani
Título a ser usado para criar uma ligação interna é Upsilon2 Eridani.
Upsilon2 Eridani (Beemin, Theemin, 52 Eridani) é uma estrela na direção da constelação de Eridanus. Possui uma ascensão reta de 04h 35m 33.07s e uma declinação de −30° 33′ 44.3″. Sua magnitude aparente é igual a 3.81. Considerando sua distância de 209 anos-luz em relação à Terra, sua magnitude absoluta é igual a −0.22. Pertence à classe espectral G8III.